# Clovia villosa
Clovia villosa är en insektsart som beskrevs av Victor Lallemand 1924. Clovia villosa ingår i släktet Clovia och familjen spottstritar. Inga underarter finns listade i Catalogue of Life.